# Julius Bauschinger

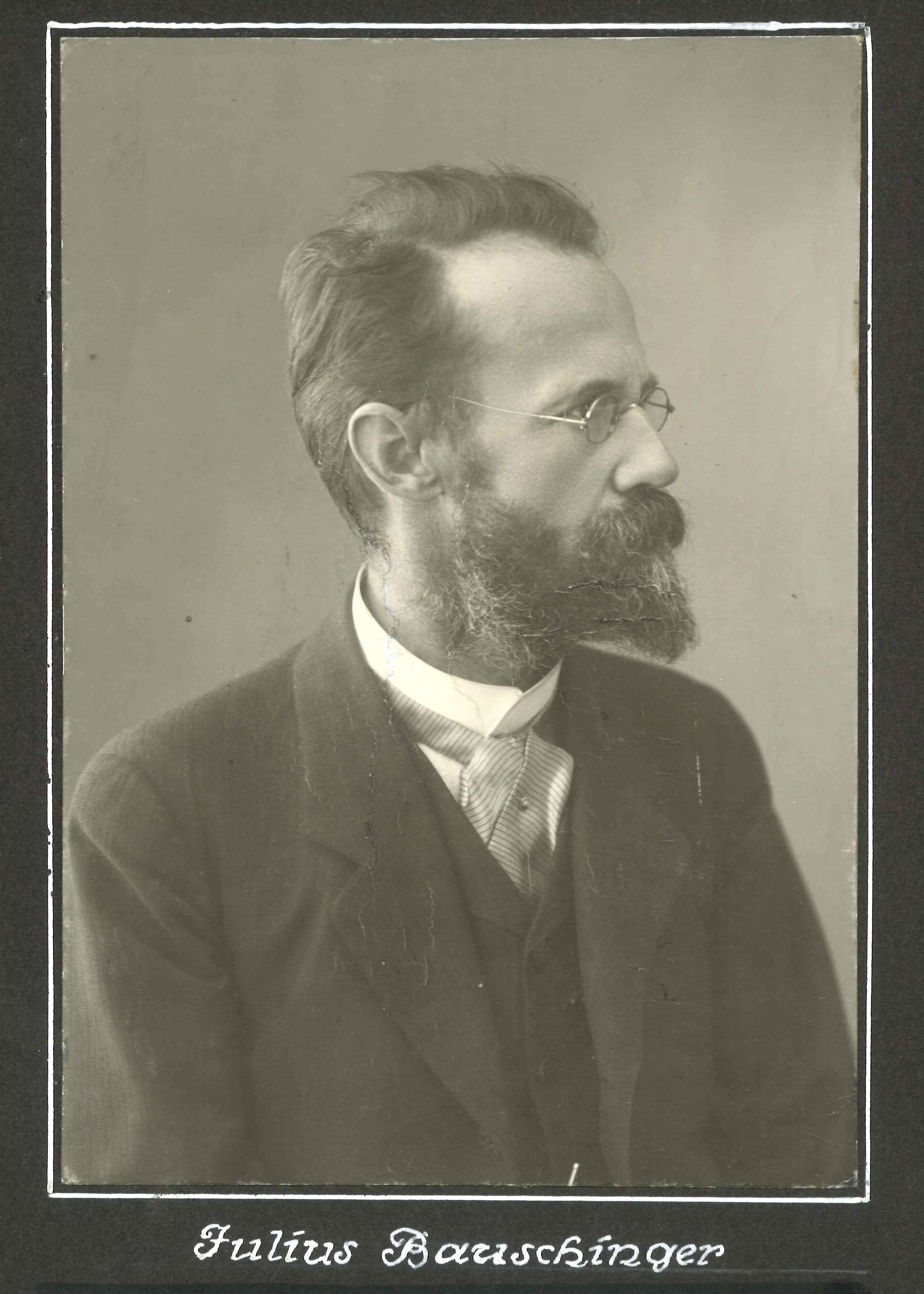
Julius Bauschinger

Julius Bauschinger (* 28. Januar 1860 in Fürth; † 21. Januar 1934 in Leipzig) war ein deutscher Astronom.

## Leben
Bauschinger war ab 1896 Direktor des Astronomischen Rechen-Instituts in Berlin. Von 1909 bis 1918 wirkte er als Direktor der Sternwarte Straßburg, von 1920 bis 1930 als Direktor der Sternwarte Leipzig. Sein Vater Johann Bauschinger war Ingenieur.
Er war seit 1920 ordentliches Mitglied der Sächsischen Akademie der Wissenschaften sowie seit 1911 korrespondierendes Mitglied der Bayerischen und seit 1927 der Preußischen Akademie der Wissenschaften.
1991 wurde der Asteroid (2306) Bauschinger nach ihm benannt.

### Himmelsmechanik
Bauschinger gilt als Spezialist der Bahnbestimmung und verfasste eine umfassende Monografie zu deren verschiedensten Methoden. Auch schrieb er Artikel über numerische Mathematik und Bestimmung der astronomischen Konstanten, unter anderem in der Enzyklopädie der mathematischen Wissenschaften. Bauschinger hat seine Doktorarbeit unter der Leitung von Hugo Hans von Seeliger gemacht, mit dem Titel Untersuchungen über die Bewegung des Planeten Merkur (Universität München, 1884).

### Instrumente
Bauschingers Inaugural-Dissertation hatte den Titel Über die Biegung von Meridianfernrohren (München, 1888).

### Beobachtungen
Er war einer der Teilnehmer der deutschen Expedition von 1882 nach Hartford, Connecticut, um den Venusdurchgang zu beobachten.

### Logarithmentafel
Bauschinger war gemeinsam mit Jean Peters Herausgeber der ersten deutschen achtstelligen Logarithmentafel, deren 1. Band: „Die achtstelligen Mantissen aller Zahlen von 1 bis 200.000“ im Jahre 1910 im Wilhelm Engelmann Verlag, Leipzig erschien. Der 2. Band, „Die achtstelligen Logarithmen der trigonometrischen Winkelfunktionen für jede Sexagesimalsekunde von 0° bis 90°“, erschien 1911 im selben Verlag. (Quelle: Einleitung zum 1. Band)

## Doktorstudenten
Diese Liste beruht auf dem Mathematics Genealogy Project:
- In Berlin:
  - Max Jacobi, Universität Berlin, 1904
  - Wilhelm Münch, Universität Berlin, 1905
  - Alfred Wegener, Universität Berlin, 1905
  - Gustav Witt, Universität Berlin, 1905
  - Josef Hoelling, Universität Berlin, 1907
  - Erich Kron, Universität Berlin, 1907
  - Paul Meth, Universität Berlin, 1907
  - Georg Respondek, Universität Berlin, 1907
  - Erich Brehm, Universität Berlin, 1908
  - Nikolaj Kamenscikov, Humboldt-Universität zu Berlin, 1908
  - August Wedemeyer, Humboldt-Universität zu Berlin, 1908
  - Johannes Wendt, Humboldt-Universität zu Berlin, 1908
  - Hans Boltz (1883–1947), Humboldt-Universität zu Berlin, 1909 (Nekrologie: Astronomische Nachrichten, volume 277, p.47)[8]
  - Gustav Deutschland, Humboldt-Universität zu Berlin, 1909

- In Straßburg:
  - Heinrich Plate, Universität Straßburg, 1909
  - Erich Redlich (1883–1918), Universität Straßburg, 1909 (Nekrologie: Astronomische Nachrichten, volume 206, p.123)[9]
  - Leonid Semenov, Universität Straßburg, 1911
  - Hermann Rotzoll, Universität Straßburg, 1912
  - Martin Matzdorff (1889–1914), Universität Straßburg, 1913 (Nekrologie bei Bauschinger: Astronomische Nachrichten, volume 200, p.31)[10]
  - Bruno Messow, Universität Straßburg, 1913
  - Anton Tschetschott, Universität Straßburg, 1913
  - Carl Schumacher, Universität Straßburg, 1916

## Werke

### Hauptwerke
- Untersuchungen über die Bewegung des Planeten Merkur, Dissertation Universität München 1884.
- Über die Biegung von Meridianfernrohren, 1888 (Inaugural-Dissertation / Habilitation für Astronomie an der Universität München, Rezension im Bulletin Astronomique, Serie I, Bd. 5, Seiten 298–301).[11]
- zusammen mit H. Seeliger: Erstes Münchener Sternverzeichniss: enthaltend die mittleren Örter von 33082 Sternen, 1890.[12]
- Über die Biegung von Meridianfernrohren, Neue Annalen der Koeniglichen Sternwarte in Bogenhausen bei Muenchen, Band 2, Seiten D1–D18. 2, 1891.[13]
- Zweites Münchener Sternverzeichniss, enthaltend die mittleren Oerter von 13200 Sternen, für das Aequinoctium 1880, Munich, 1891.[14] (Rezension im Bull. Amer. Math. Soc. 2 (1892), Seiten 46–48)[15]
- Ausgleichsrechnung, Enzyklopädie der mathematischen Wissenschaften, Band 1–2, Seiten 768–798, 1900.[16]
- Interpolation, Band 1–2, Seiten 799–820, 1901.[17]
- Tafeln zur theoretischen Astronomie, 1901 (1. Auflage)[18], 1934 (2. Auflage).
- Bahnbestimmung der Himmelskörper, 1906 (1. Auflage)[19], 1928 (2. Auflage).
- zusammen mit Jean Peters: Logarithmisch-trigonometrische Tafeln mit acht Dezimalstellen, 1910, 1911 (2 Bände), 2. Auflage 1936 (mit einer englischen Separateinleitung), 3. Auflage 1958.[20][21]
- Bestimmung und Zusammenhang der Astronomischen Konstanten, Enzyklopädie der mathematischen Wissenschaften, Band 6–2–1, Seiten 844–896, 1919.[22]
- Rotation der Himmelskörper, Enzyklopädie der mathematischen Wissenschaften, Band 6–2–1, Seiten 995–1019, 1923.[23]

### Kleinere Werke
- Zur Frage über die Bewegung des Mercurperihels, Astronomische Nachrichten, Band 109, Spalten 27–32, 1884.[24]
- Über die Münchener Sterne der Bonner Südlichen Durchmusterung, Astronomische Nachrichten, Band 126, Spalten 319–322, 1891.[25]
- Ephemeride für den periodischen Cometen Brooks (1889 V), Astronomische Nachrichten, Band 141, 1896, Spalten 301–302.[26]
- Ephemeride für den periodischen Cometen Brooks (1889 V) 1896 VI, Astronomische Nachrichten, Band 142, Nr. 18, 1897, Spalten 283–284.[27]
- zusammen mit P. V. Neugebauer: Tabellen zur Geschichte und Statistik der kleinen Planeten, Veröffentlichungen des Königlichen Astronomischen Rechen-Instituts zu Berlin, Nr. 16, 1901, Seiten 1–16.[28]
- Abhandlungen zur Bahnbestimmung der Cometen : (1772) Insigniores orbitae Cometarum proprietates (1761); Observations sur l'Orbite apparante des Comètes (1771) / J. H. Lambert, 1902 (Deutsche Ausgabe).[29]
- Beobachtungen des Cometen 1890...(Borrelly 1898, Dec.12), Astronomische Nachrichten, Band 123, Seite 319, 1890.[30]
- zusammen mit Gottfried Zedler und Edward Schröder: Die älteste Gutenbergtype, Mainz, 1902.[31]
- Numerierung neu entdeckter Planeten, Astronomische Nachrichten, Band 167, Nr. 16, 1905, Spalten 267–268.[32]
- Bahnen neu entdeckter Planeten, Astronomische Nachrichten, Band 167, Nr. 16, 1905, Spalten 267–272.[33]
- Numerierung neuentdeckter kleiner Planeten, Astronomische Nachrichten, Band 169, 1905, Spalten 285–286.[34]
- Vorläufige Elemente neuentdeckter kleiner Planeten, Astronomische Nachrichten, Band 174, 1907, Spalten 53–56.[35]
- viele andere Artikeln hier: [36]